# Јово Бакић
Јово Бакић (Београд, 23. март 1970) српски је социолог, универзитетски професор и политички активиста. Професор је Филозофског факултета Универзитета у Београду. Првенствено је заинтересован за политичку социологију.

## Биографија
Рођен је 1970. у Београду, где с мањим прекидима живи од 1985. Живео је у Нишу, Призрену, Сарајеву, Подгорици.
Основне, магистраске и докторске студије завршио је на Филозофском факултету Универзитета у Београду. Одбранио је докторску дисертацију Развој тумачења процеса настајања Југославије. Стручно се усавршавао на универзитетима у Оксфорду, Хелсинкију и на Универзитету Масачусетс у Амхерсту.
Асистент-приправник постао је 1998, асистен 2002, доцент 2009. и ванредни професор 2019  (ужа научна област: социологија).
Осим студије Југославија — разарање и његови тумачи и низа краћих студија у научној периодици, године 2004. објавио је и књигу Идеологије југословенства између српског и хрватског национализма 1918—1941.
Био је главни и одговорник уредник часописа Социологија 2011—2012. Учествовао је у неколико научно-истраживачких пројеката.
Заинтересован је за историјску социологију политике и социологију сазнања, а посебно за теорије нације и национализма, различите идеологије, бившу Југославију и њене државе-наследнице. Бакићеве главне области интересовања и истраживања су социологија политике, нација и национализам.
Члан је Српског социолошког друштва; био је члан Етичког одбора друштва од 2009. до 2013.

## Одабрана дела
- Bakić, Jovo. Ideologije jugoslovenstva između srpskog i hrvatskog nacionalizma : 1918-1941. : sociološko-istorijska studija, (Biblioteka Polis, knj. br. 7). Zrenjanin: Gradska narodna biblioteka "Žarko Zrenjanin", 2004. 599 str.  86-7284-071-2. [COBISS.SR-ID 196741383]
- Bakić, Jovo. 2009. „Extreme-Right Ideology, Practice and Supporters: Case Study of the Serbian Radical Party,”. Journal of Contemporary European Studies. 17. ISSN 1478-2804./No. 2, pp. 193–207. [COBISS.SR-ID 518643351]
- Bakić, Jovo. 2010. Osvrt na srbocentrično viđenje raspada SFRJ u delu Džejmsa Gaua. Teme, Vol. XXXIV/No. 1, str. 389-394. [COBISS.SR-ID 519615127]
- Bakić, Jovo. Jugoslavija : razaranje i njegovi tumači, (Pravna biblioteka, Edicija Studije). Beograd: Službeni glasnik: Filozofski fakultet, 2011. 714 str.  978-86-519-0983-5. [COBISS.SR-ID 187282188]
- Bakić, Jovo. Evropska krajnja desnica 1945-2018, Beograd: Clio, 2019, 679 str.[2]